# Eublemmoides flavipars
Eublemmoides flavipars là một loài bướm đêm trong họ Erebidae.